# A.F.C. Liverpool
A.F.C. Liverpool là một câu lạc bộ bóng đá bán chuyên nghiệp có trụ sở tại Liverpool, Anh. Câu lạc bộ được thành lập vào năm 2008 bởi 1.000 cổ động viên của Liverpool F.C.; một tổ chức phi lợi nhuận, nó được điều hành trên một hệ thống mỗi thành viên, một phiếu bầu. Đội hiện là thành viên của North West Counties League Premier Division và thi đấu ở Rossett Park của Marine.

## Lịch sử
Sau khi kế hoạch được công bố vào tháng 2 năm 2008, A.F.C Liverpool được thành lập bởi Alun Parry vào tháng 3 năm 2008 dành cho những người hâm mộ Liverpool, những người đã bị loại khỏi Premier League, sử dụng màu áo giống Liverpool. Câu lạc bộ mới đã nộp đơn đăng ký tham gia Division Two của North West Counties League cho mùa giải 2008-09, với vị trí của đội trong Division One đã được đổi tên vào tháng Sáu. Đội cũng đồng ý thuê chung sân với Prescot Cables để chơi ở Valerie Park. Đến giữa tháng 7, câu lạc bộ đã thu hút được khoảng 1.000 thành viên.
Câu lạc bộ đã chơi trận đầu tiên vào ngày 16 tháng 7, một trận giao hữu với St Helens Town tại sân Edge Street của Ashton Town. Trước đám đông khoảng 600 người, trận đấu kết thúc với tỷ số hòa 1-1, với Martin Crowder ghi bàn thắng đầu tiên cho A.F.C. Liverpool. Trận đấu đầu tiên ở giải quốc nội của câu lạc bộ vào ngày 9 tháng 8 đã chứng kiến độii đánh bại Darwen với tỷ số 5-0. Mùa giải đầu tiên của họ chứng kiến câu lạc bộ giành được Division One Trophy với chiến thắng 1-0 trước Padiham, trong khi đội đứng thứ 4 trên bảng xếp hạng, kém 4 điểm so với nhóm thăng hạng.
Trong mùa giải 2009-10 câu lạc bộ đứng thứ năm ở Division One. Đội cũng lần đầu tiên thi đấu tại FA Vase, thua 2-1 trên sân nhà trước Dinnington Town ở vòng loại thứ hai. Tuy nhiên, họ vẫn giành được Division One Trophy. Mùa giải 2010-11 câu lạc bộ lần đầu tiên tham dự Cúp FA, thua 4-1 trước Hemsworth Miners Welfare ở vòng Tiền sơ loại. Ở giải đấu, họ đứng thứ tư, giành quyền thăng hạng lên Premier Division sau khi Rossendale United bị trục xuất khỏi giải đấu và đội xếp thứ ba là Holker Old Boys từ chối thăng hạng. Tuy nhiên, họ đã không thể giành được Division One Trophy, để thua 3-2 sau hiệp phụ trong trận chung kết trước Atherton Collieries.
Vào mùa giải 2012-13, đội lọt vào trận chung kết Liverpool Senior Cup, để thua 4-3 trong loạt sút luân lưu trước Bootlesau khi hòa 1-1. Trước mùa giải 2014-15, câu lạc bộ đã thông báo rằng họ sẽ rời Valerie Park và chơi tại Rossett Park ở Crosby. Họ lại lọt vào chung kết Liverpool Senior Cup 2014-15, thua 5-4 trước Skelmersdale United. Mùa giải 2017-18 chứng kiến câu lạc bộ kết thúc trong khu vực xuống hạng, dẫn đến việc phải xuống hạng trở lại Division One.

### Từng mùa giải
| Mùa giải    | Giải đấu                                      | Cấp độ | St | T  | H  | B  | BT | BB | HS  | Đ  | Hạng  | Trung bình khán giả | Huấn luyện viên                           |
| ----------- | --------------------------------------------- | ------ | -- | -- | -- | -- | -- | -- | --- | -- | ----- | ------------------- | ----------------------------------------- |
| 2008-09     | North West Counties League Division One       | 10     | 34 | 22 | 3  | 9  | 82 | 39 | +43 | 69 | 4/18  | 316                 | Derek Goulding                            |
| 2009-10     | North West Counties League Division One       | 10     | 32 | 15 | 4  | 13 | 60 | 43 | +17 | 49 | 5/17  | 178                 | Derek Goulding Paul Moore                 |
| 2010-11     | North West Counties League Division One       | 10     | 34 | 19 | 6  | 9  | 65 | 34 | +31 | 63 | 4/18  | 126                 | Paul Moore                                |
| 2011-12     | North West Counties League Premier Division   | 9      | 42 | 13 | 6  | 23 | 60 | 73 | -13 | 45 | 19/22 | 124                 | Paul Moore                                |
| 2012-13     | North West Counties League Premier Division   | 9      | 42 | 18 | 6  | 18 | 69 | 64 | +5  | 60 | 11/22 | 108                 | Paul Moore                                |
| 2013-14     | North West Counties League Premier Division   | 9      | 42 | 21 | 7  | 14 | 88 | 54 | +34 | 70 | 7/22  | 119                 | Paul Moore                                |
| 2014-15     | North West Counties League Premier Division   | 9      | 40 | 17 | 8  | 15 | 74 | 56 | +18 | 59 | 9/21  | 139                 | Paul Moore                                |
| 2015-16     | North West Counties League Premier Division   | 9      | 42 | 11 | 15 | 16 | 86 | 92 | -6  | 48 | 17/22 | 139                 | Paul Moore Joe Gibbons Kevin Dally        |
| 2016-17     | North West Counties League Premier Division   | 9      | 42 | 16 | 9  | 17 | 79 | 84 | -5  | 54 | 12/22 |                     | Kevin Dally                               |
| 2017-18     | North West Counties League Premier Division   | 9      | 44 | 12 | 6  | 26 | 77 | 94 | -17 | 42 | 20/23 |                     | Chris Stammers Stuart Keir & Ben Williams |
| 2018-19     | North West Counties League Division One North | 10     | 38 | 25 | 4  | 9  | 97 | 67 | +30 | 79 | 3/20  |                     | Stuart Keir & Ben Williams Stuart Keir    |
| 2019-20     | North West Counties League Division One North | 10     |    |    |    |    |    |    |     |    |       |                     | Chris Anderson                            |
| Nguồn: FCHD |                                               |        |    |    |    |    |    |    |     |    |       |                     |                                           |

## Danh hiệu
- North West Counties League
  - Vô địch Division One Challenge Trophy 2008-09, 2009-10
- Joe Fagan Commemorative Trophy
  - Vô địch 2008-09, 2009-10
- The Fans Club Trophy
  - Vô địch 2008-09, 2009-10, 2010-11

## Kỉ lục
- Thành tích tốt nhất tại Cúp FA: Vòng loại thứ nhất, 2015-16[10]
- Thành tích tốt nhất tại FA Vase: Vòng Ba, 2010-11[10]
- Kỉ lục số khán giả: 604 với Wigan Robin Park, 6 tháng 9 năm 2008 (tại Valerie Park)[1]
- Trận thắng đậm nhất: 9-0 với St Helens Town, 13 tháng 9 năm 2014[26]
- Trận thua đậm nhất: 1-8 với Winsford United, North West Counties League Premier Division 18 tháng 8 năm 2012
- Vị trí cao nhất giải quốc nội: thứ 7 ở North West Counties League Premier Division, 2013-14
- Vị trí thấp nhất giải quốc nội: thứ 5 ở North West Counties League Division One, 2009-10